# Swiss Open Gstaad 2022
Swiss Open Gstaad 2022, oficiálně EFG Swiss Open Gstaad 2022, byl tenisový turnaj hraný jako součást mužského okruhu ATP Tour na otevřených antukových dvorcích s centrální arénou Roye Emersona. Probíhal mezi 18. až 24. červencem 2022 ve švýcarském Gstaadu jako padesátý čtvrtý ročník turnaje. Poprvé se generálním partnerem stala soukromá bankovní skupina EFG International, jež s organizátory uzavřela tříletý kontrakt.
Turnaj s rozpočtem 597 900 eur patřil do kategorie ATP Tour 250. Nejvýše nasazeným hráčem ve dvouhře se stal pátý tenista světa Casper Ruud z Norska. Jako poslední přímý účastník do singlové soutěže nastoupil 97. hráč žebříčku, Španěl Carlos Taberner.
V důsledku invaze Ruska na Ukrajinu na konci února 2022 řídící organizace tenisu ATP, WTA a ITF s grandslamy rozhodly, že ruští a běloruští tenisté mohli dále na okruzích startovat, ale do odvolání nikoli pod vlajkami Ruska a Běloruska.
Devátý singlový titul na okruhu ATP Tour získal Casper Ruud, jenž obhájil vítězství z předchozího ročníku. Čtyřhru ovládla hercegovsko-portugalská dvojice Tomislav Brkić a Francisco Cabral, jejíž členové získali z druhého společně odehraného tunaje první párový titul.

## Rozdělení bodů a finančních odměn

### Rozdělení bodů
| Soutěž       | Soutěž | vítězové | finalisté | semifinalisté | čtvrtfinalisté | 16 v kole | 32 v kole | Q  | Q2 | Q1 |
| ------------ | ------ | -------- | --------- | ------------- | -------------- | --------- | --------- | -- | -- | -- |
| dvouhra mužů | [ 1 ]  | 250      | 150       | 90            | 45             | 20        | 0         | 12 | 6  | 0  |
| čtyřhra mužů | [ 6 ]  | 250      | 150       | 90            | 45             | 0         | —         | —  | —  | —  |

### Finanční odměny
| Soutěž                                | Soutěž      | vítězové | finalisté | semifinalisté | čtvrtfinalisté | 16 v kole | 32 v kole | Q2      | Q1      |
| ------------------------------------- | ----------- | -------- | --------- | ------------- | -------------- | --------- | --------- | ------- | ------- |
| dvouhra mužů                          | [ 1 ] [ 7 ] | 81 310 € | 47 430 €  | 27 885 €      | 16 160 €       | 9 380 €   | 5 730 €   | 2 870 € | 1 565 € |
| čtyřhra mužů                          | [ 6 ]       | 28 250 € | 15 110 €  | 8 860 €       | 4 950 €        | 2 920 €   | —         | —       | —       |
| částka ve čtyřhrách je uvedena na pár |             |          |           |               |                |           |           |         |         |

## Mužská dvouhra

### Nasazení
| Stát                             | Hráč                  | ATP | Nasazení |
| -------------------------------- | --------------------- | --- | -------- |
| Norsko                           | Casper Ruud           | 5.  | 1.       |
| Itálie                           | Matteo Berrettini     | 15. | 2.       |
| Španělsko                        | Roberto Bautista Agut | 20. | 3.       |
| Španělsko                        | Albert Ramos-Viñolas  | 38. | 4.       |
| Španělsko                        | Pedro Martínez        | 51. | 5.       |
| Chile                            | Cristian Garín        | 56. | 6.       |
| Francie                          | Hugo Gaston           | 58. | 7.       |
| Portugalsko                      | João Sousa            | 60. | 8.       |
| Žebříček ATP k 11. červenci 2022 |                       |     |          |

### Jiné formy účasti
Následující hráči obdrželi divokou kartu do hlavní soutěže:
- Marc-Andrea Hüsler
- Alexander Ritschard
- Dominic Stricker

Následující hráč nastoupil pod žebříčkovou ochranou:
- Dominic Thiem

Následující hráči postoupili z kvalifikace:
- Yannick Hanfmann
- Nicolás Jarry
- Juan Pablo Varillas
- Elias Ymer

### Odhlášení
před zahájením turnaje
- Arthur Rinderknech → nahradil jej  Bernabé Zapata Miralles

## Mužská čtyřhra

### Nasazení
| Stát                                                                        | Hráč                | Stát       | Hráč                 | ATP  | Nasazení |
| --------------------------------------------------------------------------- | ------------------- | ---------- | -------------------- | ---- | -------- |
| Brazílie                                                                    | Rafael Matos        | Španělsko  | David Vega Hernández | 77.  | 1.       |
| Uruguay                                                                     | Ariel Behar         | Kazachstán | Andrej Golubjev      | 82.  | 2.       |
| Belgie                                                                      | Sander Gillé        | Belgie     | Joran Vliegen        | 96.  | 3.       |
| Kazachstán                                                                  | Oleksandr Nedověsov | Pákistán   | Ajsám Kúreší         | 111. | 4.       |
| Žebříček ATP k 11. červenci 2022; číslo je součtem umístění obou členů páru |                     |            |                      |      |          |

### Jiné formy účasti
Následující páry obdržely divokou kartu do hlavní soutěže:
- Jacopo Berrettini /  Matteo Berrettini
- Marc-Andrea Hüsler /  Dominic Stricker

Následující páry nastoupily z pozice náhradníků:
- Vít Kopřiva /   Pavel Kotov
- Elias Ymer /  Mikael Ymer

### Odhlášení
před zahájením turnaje
- Jacopo Berrettini /  Matteo Berrettini → nahradili je  Vít Kopřiva /   Pavel Kotov
- Benoît Paire /  João Sousa → nahradili je  Elias Ymer /  Mikael Ymer

## Přehled finále

### Mužská dvouhra
- Casper Ruud vs.  Matteo Berrettini, 4–6, 7–6(7–4), 6–2

### Mužská čtyřhra
- Tomislav Brkić /  Francisco Cabral vs.  Robin Haase /  Philipp Oswald, 6–4, 6–4